# Aldo Grimaldi
Aldo Grimaldi (Catania, 1942 – Roma, 5 agosto 1990) è stato un regista e sceneggiatore italiano.

## Biografia
Esordì al cinema a vent'anni, nel 1962, come aiuto assistente alla regia di Steno ne I due colonnelli, mentre l'anno successivo seguì ancora il regista romano come aiuto assistente per Totò contro i quattro e lavorò nello stesso ruolo con Raffaello Matarazzo per I terribili 7. Prima del salto di qualità, ancora due incarichi dietro le quinte: nel 1964 fu ancora aiuto assistente alla regia di Matarazzo per Amore mio e nel 1966, con Ettore Maria Fizzarotti, fu assistente alla regia per Mi vedrai tornare. Ma il 1966 fu per lui l'anno della svolta: Grimaldi scrisse a quattro mani con Bruno Corbucci soggetto e sceneggiatura di Quattro dollari di vendetta di Jaime Jesús Balcázar, prima di esordire alla regia con Nel sole (1967), con Al Bano. Nel 1968 girò altri due film con il cantante pugliese, Il ragazzo che sorride e L'oro del mondo, scrivendo per quest'ultimo anche il soggetto. Il 1969 vide Grimaldi aggiungere due titoli alla sua filmografia: Franco e Ciccio sul sentiero di guerra (regia) e Pensando a te (regia), quest'ultimo ancora una volta con Al Bano.
Dal 1970, dirigendo W le donne, Grimaldi passò definitivamente alla carriera da regista, talvolta scrivendo anche il soggetto o la sceneggiatura: unica eccezione, nel 1974, La vedova inconsolabile ringrazia quanti la consolarono, per il quale il regista scrisse solo il soggetto. Nel 1972 diresse e scrisse la sceneggiatura di Quando le donne si chiamavano madonne, prima di una pausa di sette anni al termine della quale firmò soggetto, sceneggiatura e regia di Amanti miei. Gli ultimi due film, solo diretti da Grimaldi, sono degli anni ottanta: si tratta di La cameriera seduce i villeggianti (1981) e Champagne in Paradiso (1983).

## Filmografia
- I due colonnelli (1962) - aiuto assistente alla regia
- Totò contro i quattro (1963) - aiuto assistente alla regia
- I terribili sette (1963) - aiuto assistente alla regia
- Amore mio (1964) - aiuto assistente alla regia
- Mi vedrai tornare (1966) - assistente alla regia
- Quattro dollari di vendetta (1966) - soggetto e sceneggiatura
- Nel sole (1967) - regia
- L'oro del mondo (1968) - regia e soggetto
- Il ragazzo che sorride (1969) - regia
- Franco e Ciccio sul sentiero di guerra (1969) - regia
- Pensando a te (1969) - regia
- W le donne (1970) - regia
- Quando le donne si chiamavano madonne (1972) - regia e sceneggiatura
- La vedova inconsolabile ringrazia quanti la consolarono (1974) - soggetto
- Amanti miei (1979) - regia, soggetto e sceneggiatura
- La cameriera seduce i villeggianti (1981) - regia
- Champagne in Paradiso (1983)  - regia